# Walery Bortiakow
Walery Bortiakow (ur. 1941 w Krasnojarsku na Syberii, zm. 14 maja 2007 we Lwowie) – aktor, scenograf i reżyser Polskiego Teatru Ludowego we Lwowie, witrażysta.

## Życiorys
W 1954 wraz z rodzicami zamieszkał we Lwowie. Skończył tam szkołę średnią, Technikum Plastyczne i Instytut Poligraficzny, specjalizując się w grafice książkowej. Jako scenograf współpracował z wieloma teatrami na Ukrainie. Od 1972 również z Polskim Teatrem Ludowym we Lwowie. Później występował w nim również jako aktor. W 1985 został jego dyrektorem, na inaugurację wystawiając Zemstę Fredry we własnej reżyserii i scenografii.
Był autorem scenografii dla I i II Festiwalu Kultury Polskiej na Ukrainie w Operze Lwowskiej, festiwalu kapel podwórkowych w Przemyślu, festiwalu kultury ukraińskiej w Polsce w Przemyślu, scenografii do Preclarki z Pohulanki Wiktora Budzyńskiego w Teatrze Współczesnym we Wrocławiu. Jest autorem projektu dzwonnicy przy kościele Jana Chrzciciela w Mościskach – pierwszej po wojnie budowli sakralnej na tych terenach. Wykonał szereg rekonstrukcji zniszczonych ołtarzy i fragmentów malarstwa ściennego, witraży w kościele św. Antoniego we Lwowie, obrazów w kościele samborskim, projekty kościołów, wnętrz i nowych ołtarzy (w tym posoborowego w Katedrze lwowskiej), projekt pomnika biskupa Władysława Rafała Kiernickiego i księży, którzy pracowali w Katedrze. Wykonał również wiele projektów dla kościołów w Polsce: w Warszawie, Rzeszowie, Tarnowie. Jest autorem witrażu nastolnego kopii cudownego obrazu Matki Boskiej Łaskawej z katedry lwowskiej, daru Ukrainy dla papieża Jana Pawła II. Jako opiekun artystyczny i uczestnik brał udział we wszystkich edycjach warsztatów kulturowo-artystycznych w Przemyślu dla młodzieży polskiej z Ukrainy.
W 1988 z okazji 30-lecia działalności Polskiego Teatru Ludowego we Lwowie, Ministerstwo Kultury przyznało mu odznakę „Zasłużony dla Kultury Polskiej”, a w 1993 został odznaczony Krzyżem Kawalerskim Orderu Zasługi Rzeczypospolitej Polskiej. Pośmiertnie został odznaczony Złotym Medalem „Zasłużony Kulturze Gloria Artis”. Podczas uroczystości pogrzebowych, Konsul Generalny RP we Lwowie Wiesław Osuchowski udekorował tym medalem portret zmarłego.